# Революционна борба
"Революционна борба" е крайно лява гръцка терористична групировка, за която се предполага, че е наследила разгромената „17 ноември“.
Групировката е активна от 2002 г. насам и се предполага, че има връзки с други подобни групировки. Първият ѝ атентат е през 2003 г., когато са извършени две бомбени нападения срещу съдебната палата в Атина. Други атентати, за които се смята, че са дело на групировката, са взривът пред Министерството на финансите през 2005 г. и атентатът срещу Йоргос Вулгаракис, бивш министър на вътрешните работи и министър на културата на Гърция през 2006 г. Най-големият атентат е стрелбата с гранатомет срещу американското посолство през 2007 г. Тези атентати завършват без жертви.
От началото на 2009 г. групировката отново се активизира и след убийството на 15-годишния Алексис Григоропулос започва редица нападения срещу полицаи. Редица полицаи са ранени, като атентатът на 17 юни 2009 г. е фатален за полицай, който охранява къщата на важен свидетел по дело за тероризъм. На 27 октомври, най-вероятно същата групировка е обстрелвала полицейското управление в Агия Параскеви (северен квартал на Атина), ранявайки шестима полицаи, от които двама с опасност за живота.